# TDI (moteur)

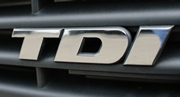
Le logo TDI

Le moteur TDI, abréviation de Turbocharged Direct Injection, est à la fois le nom associé aux moteurs turbo Diesel du groupe Volkswagen et une marque que VW a voulu déposer mais n'y est jamais parvenu, car c'est FIAT qui est à l'origine de cette invention.

## Principe
On parle d'injection directe lorsque le carburant est injecté directement dans le cylindre, et non dans une cavité au-dessus du cylindre et où débute la combustion, appelée « préchambre » ou « chambre de précombustion », un élément qui caractérise un diesel à injection indirecte. 
Les moteurs TDI possèdent comme tous les moteurs Diesel à injection directe des pistons dont la tête creusée constitue la chambre de combustion.

## Histoire
Le premier moteur TDI du groupe Volkswagen a été le moteur Audi cinq-cylindres en ligne (R5) 2,5 L de 120ch (88 kW) avec un couple maximal de 265 N m à 2 250 tr/min utilisé par la Audi 100 en 1989 dévoilé au Salon de l'automobile de Francfort la même année. Ce moteur vient de la recherche du groupe FIAT, et a été vendu au groupe VAG dans les années 1980. Après la Fiat Croma (1987) et l'Austin Montego (1988), il s'agissait de la troisième voiture avec moteur diesel à injection directe de série. 
En 1994, Audi a ensuite développé le V6 TDI de 150 ou 180 ch en 2000 (112 ou 135 kW) avec quatre soupapes par cylindre qui sera sous le capot de l'A8. En 2000, marque également l'arrivée d'un V8 TDI de 3,3 L affichant une puissance de 225 ch (couple : 480 N m à 1 800 tr/min) sur la A8. 
En 1996, le TDI 1,9 L arrive dans la Passat et plus du tiers des Passat en est équipé. Il établit des records de maintenance, de consommation et d'émission de gaz à effets de serre. Son couple distribué avec beaucoup de régularité peu importe le régime du moteur le rend très accessible ou sportif. Toutes ces caractéristiques en font un candidat parfait pour le marché américain et ses normes de pollutions qui se durcissent à cette époque.

## Sport
Cette technologie est la première à permettre à un moteur Diesel de remporter des compétitions automobiles. La Audi R10 TDI remporte ses premières victoires aux 12 Heures de Sebring, aux 24 Heures du Mans et au Petit Le Mans en 2006 dès la première saison d'utilisation d'un moteur V12 TDI. Le palmarès des moteurs TDI comprend plusieurs victoires et titres en American Le Mans Series et en Le Mans Series et compte, en 2011, cinq victoires aux 24 Heures du Mans.
En 2007, Seat a introduit un moteur TDI en championnat du monde des voitures de tourisme (WTCC) avec une Seat León TDI, elle remporte le titre l'année suivante en 2008 avec Yvan Muller puis en 2009 avec Gabriele Tarquini.